# Acrolophus davisellus
Acrolophus davisellus är en fjärilsart som beskrevs av William Beutenmüller 1887. Acrolophus davisellus ingår i släktet Acrolophus och familjen Acrolophidae. Inga underarter finns listade i Catalogue of Life.